# Adolfo Eastman Quiroga
Adolfo Eastman Quiroga (Ovalle, 28 d'octubre de 1835-Santiago de Xile, 9 d'agost de 1908) va ser un enginyer, empresari i polític liberal xilè. Va ser fill de Edmundo Eastman White i Tomasa Quiroga Darrigrande. Va ser educat a Anglaterra, i en 1848 es va dedicar a estudis mercantils d'alt nivell. Es va traslladar a Alemanya en 1852, i va estudiar a l'Escola de Mines de Freiberg, Saxònia. Es va titular en enginyer en mines en 1856. Es va casar el 10 de juliol de 1858, amb Manuela Urmeneta Quiroga; i es va casar en segon matrimoni en 1884, amb María del Carmen Mackenna Serrano, amb qui va tenir una filla, que va morir als pocs mesos de nascuda. Va ser administrador i propietari miner, i va exercir com a segon administrador de les mines de Tamaya. El 30 de desembre de 1863, al costat de José Tomás Urmeneta, va fundar la Vuitena Companyia del Cos de Bombers de Santiago, sent el seu primer director i bomber voluntari.

## Carrera política

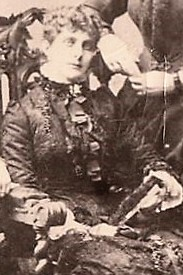
La seva esposa María del Carmen Mackenna Serrano

Eastman, militant del Partit Liberal, va ser elegit diputat propietari per Ovalle durant període 1864-1867. Posteriorment va ser elegit diputat propietari per Quillota, durant període 1867-1870, i a més, diputat suplent per Vallenar; va optar pel càrrec en propietat, representant Quillota.
Novament electe diputat propietari, però per Limache, durant el període 1876-1879; no es va incorporar fins al 17 d'octubre de 1876; el seu suplent va ser Domingo Gana Cruz. Va ser reelegit diputat propietari per Limache, per al període 1879-1882.
En 1882 va ser elegit senador propietari pel període 1882-1885, com subrogant de José Victorino Lastarria, qui estava en missió diplomàtica. Es va incorporar el 14 de setembre de 1882. Va integrar la Comissió Permanent d'Hisenda i Indústria i va ser membre de la Comissió Conservadora per al recés 1883-1884. En 1885 va ser novament elegit senador propietari per Colchagua, per al període 1885-1888, com subrogant de Jovino Novoa Vidal. Va ser senador substitut en la Comissió Permanent d'Hisenda i Indústria i en la d'Educació i Beneficència, i membre de la Comissió Conservadora per al recés 1885-1886.
Va ser nomenat conseller interí de la Caixa de Crèdit Hipotecari el 5 de març de 1891. Aquest mateix any va assumir com a senador per Colchagua, al Congrés Constituent, entre el 15 d'abril i el 18 d'agost de 1891. Va ser president provisional del Senat, del 15 al 20 d'abril de 1891, i president, a comptar de l'última data, fins a agost de 1891.
Va ingressar a militar al Partit Liberal Democràtic (PLD), fundat en 1893, del qual seria pre-candidat a la presidència de la República per a l'elecció presidencial de 1896. Va ser conseller d'Estat entre 1897 i 1898.
Va ser elegit senador per Coquimbo, per al període 1897-1903, on va integrar la Comissió Permanent de Govern i Relacions Exteriors i —quan aquestes es van separar, en virtut d'un acord del Senat— es va quedar en la Comissió Permanent de Govern. En la segona època del seu mandat, va integrar també la Comissió Permanent d'Educació i Beneficència. Va ser membre de la Comissió Conservadora per als recessos 1897-1898 i 1898-1899. Va ser reelegit senador per Coquimbo, per al període 1903-1909, en el qual va integrar la Comissió Permanent de Pressupostos. Va morir l'agost de 1908, faltant menys d'un any per al final del seu període senatorial, per la qual cosa no va pertocar a eleccions complementàries.
A la ciutat de Olmué, província de Valparaíso, V regió, Xile, hi ha una avinguda que uneix Limache amb Olmué amb el seu nom, com a homenatge a la seva persona.